# Kairi (Band)
Kairi war eine 2002 gegründete und 2012 aufgelöste Funeral-Doom-Band.

## Geschichte
Kairi Parker-Shikari gründete Kairi 2002 als Dark-Ambient-Soloprojekt. Nach dem ersten Demo stieß Leon Protheroe als Sänger hinzu. Seither agierte Kairi als Funeral-Doom-Duo bis zur Auflösung der Band 2012. Bis dahin veröffentlichte Kairi mehrere Demoaufnahmen im Selbstverlag sowie zwei Alben, die über Endless Depression Productions und Satanarsa Records, erschienen.
Die Veröffentlichungen wurden in internationalen Rezensionen vornehmlich als schlecht beurteilt. So schrieb Laurent Lignon für Doom-Metal.com über Kairi, dass man sich „das Geld für das Album besser sparen sollte, oder es kaufen könne um es seinen ärgstem Feind zu überlassen.“ Für Metal.de urteilte Jan Wischkowski über My Light, My Flesh, dass dies „beinahe über die gesamte Albumlänge eine ziemlich unterirdische und sehr disharmonische Mischung aus Funeral Doom der langweiligen Sorte und Dark Ambient der unbrauchbaren Art“ sei. In einer für das italienische Webzine Aristocrazia verfassten Besprechung attestierte „Mourning“ der Gruppe auf Basis von My Light, My Flesh hingegen eine depressive Atmosphäre und vernehmbares Entwicklungspotential.

## Stil
Kairi spielt der Bandbeschreibung für Doom-Metal.com zur Folge „äußerst depressiven Funeral Doom mit Dark-Ambient-Einfluss.“ In seiner Rezension zu dem selbstbetitelten Album schrieb Lignon, dass die Band „simplen Funeral Doom mit äußerst aggressiven Black-Metal-Gitarren“ spiele. Das Gitarren-Riffing ist repetitiv, Keyboard und Synthesizer sind raumfüllend eingesetzt und der Gesang wird als tiefes unkenntlich verzerrtes Growling präsentiert.

## Diskografie
- 2003: The Pain of Waking (Demo, Selbstverlag)
- 2005: Kairi (Demo, Selbstverlag)
- 2005: My Light, My Flesh (Demo, Selbstverlag)
- 2005: All of My Dreams (Demo, Selbstverlag)
- 2011: My Light, My Flesh (Album, Endless Desperation)
- 2011: Kairi (Album, Satanarsa Records - Überarbeitete Wiederveröffentlichung des Demos von 2005)
- 2012: Dust (Demo-EP, Selbstverlag)